# Ижорский язык
Ижо́рский язы́к (самоназвание — ižorin kēli) — язык малочисленной народности ижора, проживающей в Ленинградской области Российской Федерации. Относится к северной группе прибалтийско-финских языков уральской языковой семьи.
Ижорский язык находится под угрозой исчезновения: в 2009 году он был включён ЮНЕСКО в Атлас исчезающих языков мира как «находящийся под сильной угрозой» (англ. severely endangered).
Выделяется четыре основных диалекта ижорского языка — сойкинский, нижнелужский, хэваский и оредежский (последние два в настоящее время вымерли).
Ударение зафиксировано на первом слоге. Гласные различаются по долготе. Синтаксис характеризуется относительно свободным порядком слов, базовым является порядок SVO. Лексика, по большей части, исконная; среди заимствований преобладают русизмы.

## О названии
Этноним «ижора» (др.-рус. ижера, эст. isuri), по одной из версий, — гидронимического происхождения и восходит к реке Ижоре, на которой располагались ижорские поселения.
Помимо современного самоназвания языка, ižorin kēli, иногда используется более старое karjalan kēli «карельский язык», а в нижнелужском диалекте — также mā kēli «язык земли».

## Лингвогеография

### Ареал и численность

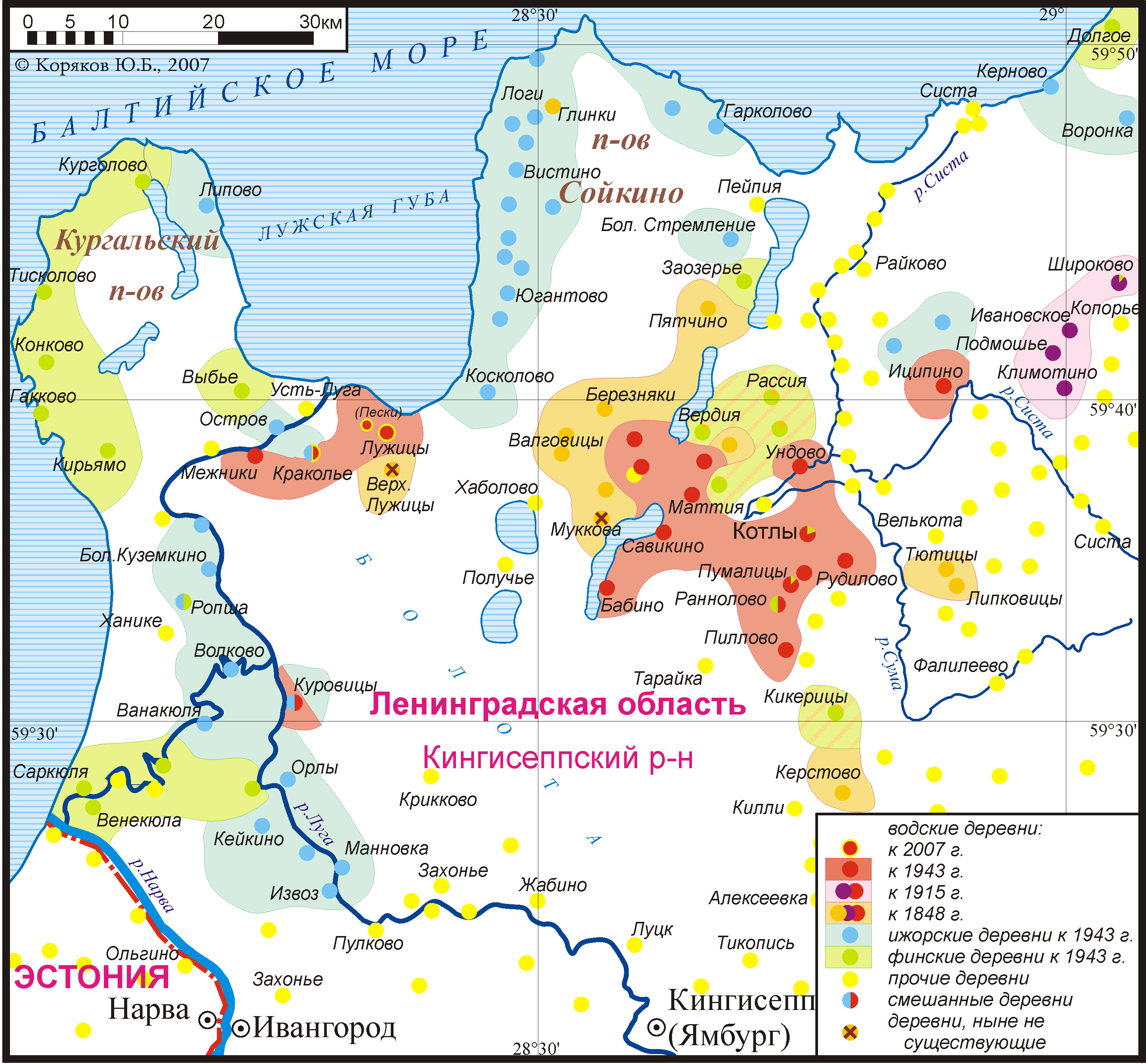
Карта ижорских и соседних водских и финских деревень, 1848—2007 годы

В настоящее время на ижорском языке говорят в Кингисеппском районе Ленинградской области. Ранее он был распространён также в Ломоносовском и Гатчинском районах.
В 1732 году на вновь присоединённых землях Ингерманландии царские власти насчитали 14,5 тысяч «старожилов ижорян», при этом в общем количестве, вероятно, посчитали водское население. По подсчётам П. И. Кёппена, в 1848 году ижорцев было 18 489 человек (17 800 в Санкт-Петербургской губернии и 689 в Карелии). По данным 1897 года, 13 725 человек. По переписи 1926 года, ижорцев насчитывалось 16 137 человек; по переписи 1959 года — уже только около 1062 человека, из них 369 носителей языка; по переписи 1970 года — 781 человек, из них ижорский язык родным считали 208; согласно переписи 1979 года, зафиксировано 748 ижорцев; по переписи 1989 года, ижорцев было 820 человек, из которых 302 считали ижорский родным. По данным 2010 года, о владении ижорским заявили 123 человека. Согласно переписи 2002 года, средний возраст ижорцев — 65,8—70,5 лет.
Ижорцы, как малочисленный коренной народ, проживающий в Ленинградской области, в 2002 году внесены в Единый перечень коренных малочисленных народов Российской Федерации, утверждённый постановлением Правительства Российской Федерации от 24 марта 2000 года № 255 «О Едином перечне коренных малочисленных народов Российской Федерации».

### Социолингвистические сведения
Мама поставила цель, чтобы мы говорили только по-русски. Когда мы пошли в школу, мы хорошо говорили по-русски. С нами родители всегда разговаривали по-русски, между собой — по-ижорски. Я слышу, что они говорят по-ижорски, выхожу, а они сразу по-русски начинают разговаривать.
В настоящее время ижорский язык почти не используется в повседневном общении, однако иногда выполняет функцию тайного языка.
Среди причин перехода ижорцев на русский язык А. П. Чушъялова называет следующие:
1. миграция русскоязычного населения в ижорские земли и смешение ижорцев с русскими;
2. отсутствие школьного образования на ижорском;
3. выселение ижорцев из мест исконного проживания во время Второй мировой войны;
4. разрыв языковой традиции в связи со смертью ижорцев-монолингвов.

Ф. И. Рожанский и Е. Б. Маркус считают, что главным фактором языкового сдвига являлась послевоенная ситуация, когда многие ижорцы были выселены из мест исконного обитания и вернулись туда лишь спустя годы, в то время как их место уже заняло русскоязычное население, которое отрицательно относилось к ижорскому языку, что поддерживалось властями и школой. Насмешки со стороны русскоязычных, а также страх репрессий и депортации привели, по мнению исследователей, к тому, что ижорцы отказались от общения со своими детьми на родном языке.
Ижорский язык находится под угрозой исчезновения и в 2009 г. был включён ЮНЕСКО в Атлас исчезающих языков мира как «находящийся под сильной угрозой» (англ. severely endangered). По оценкам Ф. И. Рожанского и Е. Б. Маркус, ижорский соответствует пункту 8b шкалы EGIDS (Expanded Graded Intergenerational Disruption Scale), то есть «почти вымерший» (англ. nearly extinct), и прогноз на будущее является пессимистическим.

### Диалекты
Традиционно в ижорском языке на начало XX века выделяется четыре основных диалекта:
- сойкинский, распространённый на Сойкинском полуострове (Кингисеппский район);
- нижнелужский, распространённый по нижнему течению реки Луги, от деревни Извоз до деревни Липово;
- хэваский[20], на котором говорили в некоторых деревнях на реке Коваши и на побережье Финского залива в Ломоносовском районе Ленинградской области;
- оредежский (верхнелужский) был распространён в Гатчинском районе Ленинградской области, западнее среднего течения реки Оредеж.

Пятый диалект ижоры, проживавшей к северу от Невы на Карельском перешейке, несмотря на сохранившиеся фольклорные записи полевых исследований финских учёных, собиравших руны севера Ингерманландии, остался неисследованным по причине ранней ассимиляции его носителей. Оредежский и хэваский диалекты в настоящее время вымерли.
В сойкинском диалекте отсутствует противопоставление взрывных согласных по глухости—звонкости, зато имеется типологически редкое троичное противопоставление простых глухих кратким геминатам и долгим геминатам: tapa «убивай» — tap̆pā «будь достаточным» (краткая гемината) — tappā «убивает» (долгая гемината).
Для нижнелужского диалекта характерно употребление в середине слова глухих p, t, k на месте полузвонких других диалектов, отсутствие удвоения в трёхсложных словах (matala «низкий» при сойкинском mattāla), выпадение h после n и r, сочетание ir на месте er в других диалектах (kirveᴢ «топор» при сойкинском kerveᴢ), сохранение e в номинативе основ с суффиксом *-nen- (punaine «красный», punaseᴅ «красные» при сойкинском punnain, punnaist), отпадение -i у основ на -oi/-öi (ämmä «бабушка» при сойкинском ämmöi), сильная ступень чередования во множественном числе существительных (verkkois «в сетях» при сойкинском verɢoiᴢ).
Целый ряд черт нижнелужский диалект перенял от водского языка. Сюда относятся: противопоставление взрывных согласных по звонкости и геминированности (sata «сто» — satta «ста» (партитив), sada «сад» — sadda — «сада» (партитив)); наличие комитатива; отсутствие генитивного показателя -n в комитативе (в южных говорах); вытеснение форм 3-го лица мн. ч. безличными формами; использование в отрицательной форме повелительного наклонения связки отрицательный глагол в повелительном наклонении + основной глагол в повелительном наклонении (в сойкинском диалекте основной глагол стоит в инфинитиве); показатели имперфекта — -i-/-si-; показатель активного причастия — -nnuᴅ/-nnüᴅ. Всё это приводит исследователей Ф. И. Рожанского и Е. Б. Маркус к мысли, что нижнелужский является конвергентным водско-ижорским идиомом, который первоначально использовался для межэтнического водско-ижорского общения (особенно в ситуации смешанных браков), а впоследствии стал родным для нижнелужского населения как ижорского, так и водского происхождения.
Хэваский диалект сохранил конечные ɢ, h, n (в иллативе, аллативе, безличных формах и 1-м лице ед. ч. настоящего времени и имперфекта), отпавшие в других диалектах (kasseɢ «роса», pereh «семья», metsǟn «в лес»). В настоящем времени в 3-м лице у глаголов с суффиксом -īs- и в 1-м и 2-м лицах мн. ч. сократившихся глаголов присутствует элемент -e-: pessien «он моется», pessiesseɢ «они моются», läɢäemmä «мы говорим» при сойкинских pešsījä, pešsījǟᴅ, läk̆kǟmmä. Сойкинскому сочетанию согласных zr соответствует хэваское dr (ozra — odra «ячмень», kezräᴅä — kedräᴅäɢ «прясть»); сойкинским ia, iä в непервом слоге отвечает хэваское ea, eä (valkea «белый», luk̆kea «читать»).
В оредежском диалекте в середине слова на месте полузвонких ʙ, ᴅ, ɢ сойкинского диалекта присутствуют полноценные звонкие b, d, g, а на месте s, ᴢ и ts используются š, ž и tš. Имеется чередование ступеней ŋg/ŋŋ. В падежных формах, в которых отпала конечная гласная, присутствует удвоение согласного основы (jaллāл «на ноге»). Этот диалект считается наиболее близким карельскому языку, поскольку свободен от поздних финских наслоений.

## История

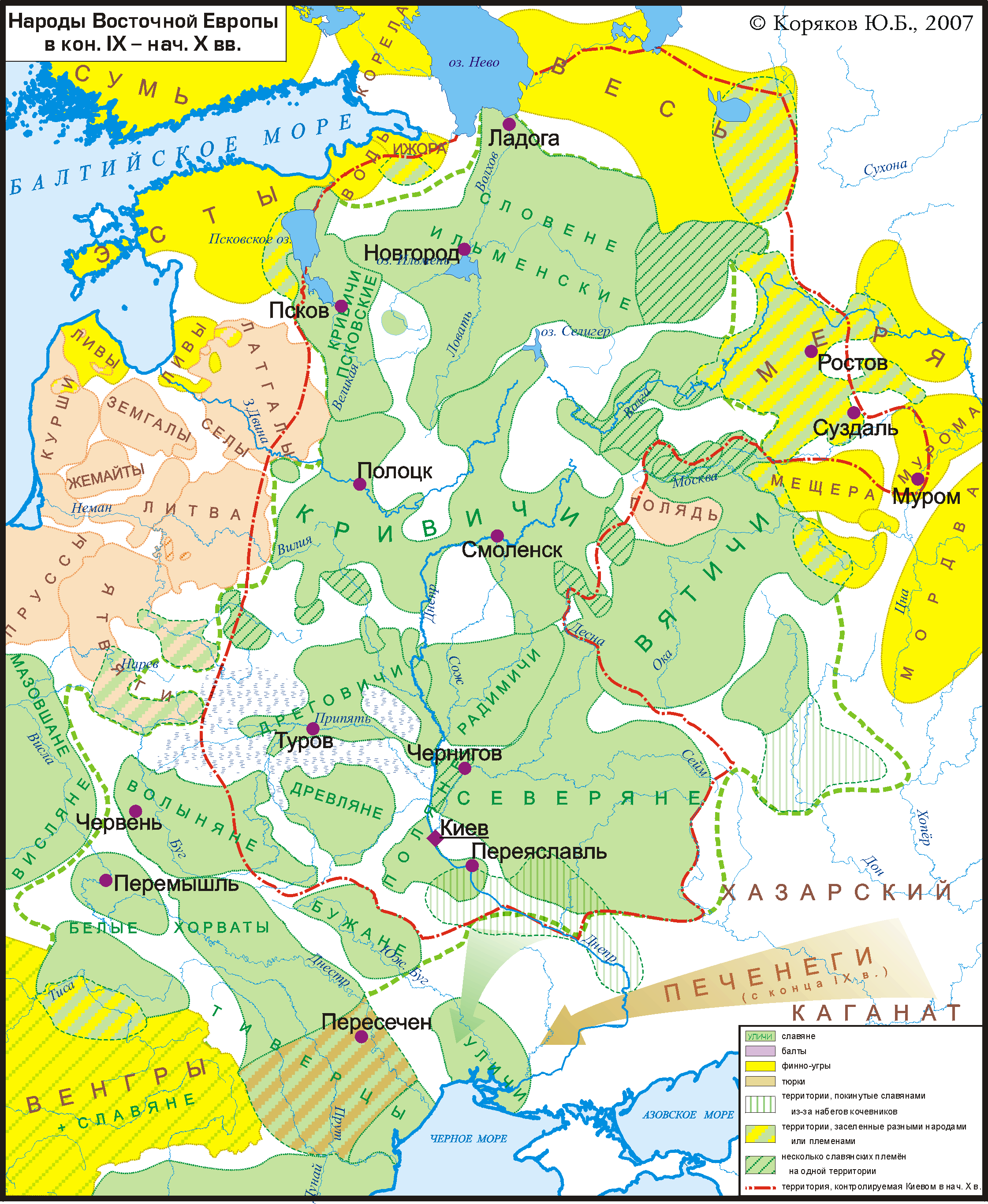
Распространение ижорского языка на рубеже I и II тысячелетий

Вместе с собственно карельскими диалектами карельского языка и восточно-финскими диалектами ижорский восходит к древнекарельскому языку, носители которого, начиная с IX века н. э., жили на северо-западном побережье Ладожского озера, откуда в первые века II тысячелетия предки ижорцев отселились в бассейн Невы.
В XI—XII веках ижорцы расселились из бассейна Невы на Сойкинский полуостров, в нижнее течение рек Луга и Нарва, что привело к формированию диалектов. При этом ижорцы селились чересполосно с водью и славянами и частично ассимилировали автохтонную в этих местах водь.
В XVII веке территория проживания ижоры вошла в состав Швеции. Шведы старались насаждать среди православных ижорцев лютеранство, что привело к переселению большого количества ижоры в Россию. По-видимому, тогда возникли ижорские поселения в верховьях Оредежи и Луги. Опустевшие земли заселялись финнами, говорившими, по большей части, на эурямейсском диалекте, который в результате языковых контактов повлиял на некоторые ижорские говоры.
Первые записи на ижорском относятся к XVIII веку — это списки слов в «Сравнительном словаре всех языков и наречий» (1787—1791 годы) П. Палласа, а также краткий словарь из 449 слов «ямского наречия», собранных в 1789—1790 годах Ф. О. Туманским в окрестностях деревень Орлы, Манновка, Тиенсуу, Линдовщина и представленных в неопубликованной рукописи «Опыт повествования о деяниях, положении, состоянии и разделении Санкт-Петербургской губернии» (1790 год; рукопись опубликована эстонской исследовательницей — историком Э. Э. Эпик в 1970 году).
Попытка создания литературного ижорского языка принадлежит В. И. Юнусу. Первоначально в основу литературного языка был положен сойкинский диалект, который, однако, был малопонятен носителям нижнелужского диалекта. Позднее была предпринята попытка совместить в литературном языке черты обоих этих диалектов, изложенная в книге В. И. Юнуса «Iƶoran keelen grammatikka. Morfologia. Opettaijaa vart» (рус. «Грамматика ижорского языка. Морфология. Пособие для учителя»). Всего на ижорском успело выйти 25 книг, авторами или переводчиками которых были В. И. Юнус, Н. А. Ильин, Д. И. Ефимов и др., сотрудники кафедры финно-угорской филологии Ленинградского университета. В 1937 году издание книг на ижорском языке и его преподавание в школах были прекращены, а ижорские национальные сельсоветы — ликвидированы.
Во время Второй мировой войны ижорцы были, по большей части, вывезены в Финляндию на принудительные работы, а после возвращения многих ижорцев депортировали в центральную Россию. Возвращаться в места исконного проживания они стали только с середины 1950-х годов, однако вернулись далеко не все.

## Письменность
До 1930-х годов ижорский язык был бесписьменным. В 1932 году была создана письменность на основе латиницы, с близким финскому языку правописанием — двойными буквами на письме, обозначавшими долготу гласных звуков. Началось издание учебников, рассчитанных, впрочем, на детей, уже владеющих ижорским; в ижорских национальных сельсоветах часть документооборота велась на ижорском языке. В 1936 году ижорский алфавит был реформирован.
Ижорский алфавит (версия 1932 года) был разработан бригадой В. И. Юнуса в 1932 году. Через некоторое время он был признан неудачной попыткой, так как применение в школах показало, что сойкинский диалект, выбранный в качестве базового при разработке алфавита, был непонятен детям — носителям нижнелужского диалекта:
| A a | Ä ä | E e | F f | H h | I i | J j | K k |
| L l | M m | N n | O o | Ö ö | P p | R r | S s |
| T t | U u | V v | Y y | B b | G g | D d | Z z |

Ижорский алфавит (версия 1936 года) был разработан В. И. Юнусом с соавторами с учётом недостатков, выявленных при работе с алфавитом 1932 года. Именно с использованием этой версии письменности В. И. Юнус с коллегами выпустили 25 книг (учебные пособия, хрестоматии):
| A a | Ä ä | B b | V v | G g | D d | E e | Ƶ ƶ |
| Z z | I i | J j | K k | L l | M m | N n | O o |
| Ö ö | P p | R r | S s | T t | U u | Y y | F f |
| H h | C c | Ç ç | Ș ș | ь   |     |     |     |

В 1937 — начале 1938 года обучение, делопроизводство и издание текстов на ижорском языке прекратилось в связи со сменой политического курса в стране, одним из направлений которого стала русификация малых народов СССР. С 1937 года язык рассматривается лингвистами как бесписьменный. В статье 2013 года Ф. И. Рожанский и Е. Б. Маркус назвали ижорский «экс-младописьменным языком».
В ряде случаев ижорские тексты записываются графикой финского литературного языка.
Ижорский алфавит (версия 2014 года), использованный в «Пособии по ижорскому языку» (2014 год) О. И. Коньковой и Н. А. Дьячкова; основан на грамматике и лексике сойкинского диалекта:
| A a | B b | C c | D d | E e | F f | G g | H h |
| I i | J j | K k | L l | M m | N n | O o | P p |
| R r | S s | Š š | T t | U u | V v | Y y | Z z |
| Ž ž | Ä ä | Ö ö |     |     |     |     |     |

Также существует альтернативный ижорский алфавит, использованный в учебном пособии «Ижорский язык (Самоучитель)» В. М. Чернявского; основан на грамматике и лексике сойкинского диалекта с некоторыми дополнениями из хэваского диалекта:
| A a | B b | D d | E e   | F f   | G g | H h | I i |
| J j | K k | L l | M m   | N n   | O o | P p | R r |
| S s | Š š | T t | Ts ts | Tš tš | U u | V v | Z z |
| Ž ž | Ä ä | Ö ö | Ü ü   |       |     |     |     |

## Лингвистическая характеристика

### Фонетика и фонология

#### Гласные
Система гласных ижорского языка:
|                | Передний ряд | Передний ряд | Задний ряд   | Задний ряд |
| -------------- | ------------ | ------------ | ------------ | ---------- |
|                | неогубленные | огубленные   | неогубленные | огубленные |
| Верхний подъём | i            | ü            |              | u          |
| Средний подъём | e            | ö            |              | o          |
| Нижний подъём  | ä            |              | a            |            |

Все гласные могут быть как краткими, так и долгими. Долгота является смыслоразличительной: tuli «огонь» — tūli «он пришёл». Гласные ē, ȫ и ō выше по подъёму, чем их краткие эквиваленты.
Присутствует целый ряд дифтонгов: ai, äi, oi, öi, ui, üi, ei, au, ou, eu, iu, äü, öü.

#### Согласные
Система согласных ижорского языка:
| Способ артикуляции ↓     | Губно-губные | Губно-зубные | Зубные | Альв.   | Палат. | Заднеяз. | Ларинг. |
| Взрывные                 | p (b)        |              | t (d)  |         |        | k (g)    |         |
| Носовые                  | m            |              | n      |         |        | (ŋ)      |         |
| Дрожащие                 |              |              |        | r       |        |          |         |
| Аффрикаты                |              |              | ʦ      | (ʧ)     |        |          |         |
| Фрикативные              |              | (f) v        | s (z)  | (ʃ) (ʒ) |        |          | h       |
| Скользящие аппроксиманты |              |              |        |         | j      |          |         |
| Боковые                  |              |              |        | l       |        |          |         |

Звуки [f] и [ʧ] (tš в транскрипции) встречаются только в русских заимствованиях ([ʧ] также в звукоподражаниях). В русизмах могут также присутствовать палатализованные согласные: poľnitsa «больница». Противопоставление [s] — [ʃ] (š в транскрипции) существует в речи не всех носителей и тоже возникло под влиянием русского языка.
Взрывные /p/, /t/, /k/ реализуются как глухие в начале слова и рядом с глухими согласными в середине слова, в остальных случаях — как полузвонкие (что в транскрипции обозначается заглавными буквами: B, D, G или ʙ, ᴅ, ɢ). В речи некоторых ижорцев аллофонами /p/, /t/ и /k/ являются не полузвонкие звуки, а звонкие. В некоторых говорах звонкие /b/, /d/ и /g/ являются отдельными фонемами. Существует оппозиция кратких и долгих согласных: suka «расчёска» — sukka «чулок».
Заднеязычный [ŋ] является позиционным вариантом фонемы /n/ в положении перед велярными согласными k и g. Фонема /s/ в положении между гласными или рядом со звонкими согласными реализуется как полузвонкий [Z] ([ᴢ̥]) или звонкий [z].

#### Просодия
Ударение — динамическое, но сопровождается также повышением тона. Главное словесное ударение всегда стоит на первом слоге, исключением являются только поздние русские заимствования. На каждый нечётный слог, кроме последнего, ставится второстепенное ударение.

#### Морфонология
Присутствует гармония гласных: все гласные в слове могут быть или переднего ряда (ü, ö, ä), или непереднего (u, o, a). На гласные i и e гармония не распространяется.
В ижорском имеется чередование ступеней. Исторически в закрытом слоге выступала слабая ступень, а в открытом — сильная:
| чередование | сильная ступень            | слабая ступень                    |
| ----------- | -------------------------- | --------------------------------- |
| ɢ : ∅       | vaɢo — «борозда»           | vaoᴅ — «бо́розды»                  |
| ᴅ : ∅       | paᴅa — «горшок»            | pāᴅ — «горшки»                    |
| ʙ : v       | sīʙi — «крыло»             | sīveᴅ — «крылья»                  |
| kk : ɢ      | sukka — «чулок»            | suɢaᴅ — «чулки»                   |
| tt : ᴅ      | ottā — «брать»             | oᴅan — «беру»                     |
| pp : ʙ      | seppä — «кузнец»           | seʙäᴅ — «кузнецы»                 |
| hk : h      | pehko — «куст»             | pehoᴅ — «кусты»                   |
| lɢ : l      | jalɢa — «нога»             | jalaᴅ — «но́ги»                    |
| rɢ : r      | kurɢi — «журавль»          | kureᴅ — «журавли»                 |
| sk : Z      | iskiä — «бить»             | iᴢen — «бью»                      |
| tk : ᴅ      | itkiä — «плакать»          | iᴅen — «пла́чу»                    |
| ht : h      | lehti — «лист»             | leheᴅ — «листья»                  |
| lᴅ : ll     | kulᴅa — «золото»           | kullan — «золота»                 |
| nᴅ : nn     | kanᴅo — «пень»             | kannon — «пня»                    |
| rᴅ : rr     | merᴅa — «корзина»          | merraᴅ — «корзины» (И. п. мн. ч.) |
| st : ss     | musta — «чёрный»           | mussaᴅ — «чёрные»                 |
| lʙ : lv     | kelʙajā — «он гордится»    | kelvoin — «я гордился»            |
| mʙ : mm     | lamʙahal — «у овцы»        | lammaᴢ — «овца»                   |
| rʙ : rv     | varʙahaᴢ — «у пальца ноги» | varvaᴢ — «палец ноги»             |

Чаще всего встречаются слоги следующей структуры: (C)V, CV̅, (C)VV, (C)VC, (C)V̅C, (C)VVC, (C)VCC, (C)V̅CC, CVVCC.
Слоги чаще начинаются на согласный, чем на гласный. Начинаться на стечение двух или трёх согласных слог может только в заимствованных или звукоподражательных словах.

### Морфология
В ижорском языке выделяются следующие части речи: существительное, прилагательное, числительное, местоимение, глагол, наречие, междометие, послелог, предлог, союз.
Словоформа состоит из корня и суффиксов, причём словообразовательные суффиксы предшествуют формообразующим и словоизменительным. У имён показатель множественного числа предшествует падежному, например: verkko-loi-s «в сетях». У глагола показатель времени или наклонения предшествует личному окончанию: kuo-i-n «я ткал».
Склоняемые части речи изменяются по двенадцати падежам (номинатив, генитив, партитив, иллатив, инессив, элатив, аллатив, адессив, аблатив, транслатив, эссив, абессив).

#### Имя существительное
Имя существительное обладает категориями числа, падежа и притяжательности.
Существительные делятся на одноосновные и двухосновные. У одноосновных во всех падежах используется одна и та же основа (с поправкой на чередование ступеней), только у существительных на -e- в именительном падеже единственного числа присутствует -i. У двухосновных в номинативе и партитиве единственного числа используется основа на согласный, а во всех остальных падежах — другая, на гласный.
Показателями множественного числа являются -ᴅ в именительном падеже и -i- или -loi- / -löi- (у основ на -o, -ö, -oi, -öi, -u, -ü, -i, -e) в косвенных.
Склонение ижорских существительных на примере слов katto «крыша» и lammaᴢ «овца»:
| Падеж              | Одноосновные | Одноосновные  | Двухосновные | Двухосновные |
|                    | ед. ч.       | мн. ч.        | ед. ч.       | мн. ч.       |
| ------------------ | ------------ | ------------- | ------------ | ------------ |
| именительный падеж | katto        | kaᴅoᴅ         | lammaᴢ       | lampāhaᴅ     |
| родительный падеж  | kaᴅon        | kattoloin     | lampāhan     | lamʙahīn     |
| партитив           | kattoa       | kattoloja     | lammast      | lamʙahia     |
| иллатив            | kattō        | kattoloi      | lamʙahasse   | lamʙahisse   |
| инессив            | kaᴅōᴢ        | kattoloiᴢ     | lamʙahāᴢ     | lamʙahīᴢ     |
| элатив             | kaᴅōst       | kattoloist    | lamʙahāst    | lamʙahīst    |
| аллатив            | kaᴅolle      | kattoloil(l)e | lamʙahalle   | lamʙahille   |
| адессив            | kaᴅōl        | kattoloil     | lamʙahāl     | lamʙahīl     |
| аблатив            | kaᴅōlᴅ       | kattoloilᴅ    | lamʙahālᴅ    | lamʙahīlᴅ    |
| транслатив         | kaᴅōks       | kattoloiks    | lamʙahāks    | lamʙahīks    |
| эссив              | kattōn       | kattoloin     | lamʙahān     | lamʙahīn     |
| абессив            | kaᴅōᴅa       | kattoloiᴅa    | lamʙahaᴅa    | lamʙahiᴅa    |

Имеются притяжательные суффиксы (lehmä «корова» — lehmǟn «моя корова», lehmǟs «твоя корова», lehmǟhä «его корова», lehmämme «наша корова», lehmänne «ваша корова», lehmässe «их корова»), которые, однако, в современном языке употребляются сравнительно редко. В сойкинском диалекте притяжательные суффиксы могут присоединять показатель множественного числа -t для выражения множественности обладаемого (lehmǟst «твои коровы»), что не имеет аналога в других прибалтийско-финских языках.

#### Имя прилагательное
Прилагательные согласуются с существительными в числе и падеже и склоняются идентично существительным.
Форма сравнительной степени прилагательных образуется при помощи суффикса -mʙ в номинативе и -mm- в генитиве. В двусложных словах конечный гласный -a / -ä при этом меняется на -e: kova «твёрдый» > kovemʙ «более твёрдый». Для образования формы превосходной степени вместе с формой сравнительной степени употребляется слово kaikkīn / kaiɢist (ставится перед формой сравнительной степени) или kaikkia (ставится после формы сравнительной степени).

#### Числительное
Ижорские числительные:
| Числительные | Количественные     | Порядковые                                |
| ------------ | ------------------ | ----------------------------------------- |
| 1            | üks                | enᴢimäin                                  |
| 2            | kaks               | toin                                      |
| 3            | kolᴅ               | kolmāᴢ                                    |
| 4            | neljä              | neljǟᴢ                                    |
| 5            | vīᴢ                | vī(j)ēᴢ                                   |
| 6            | kūᴢ                | kū(v̆v)ēᴢ                                  |
| 7            | seitsemän          | seitsemǟᴢ                                 |
| 8            | kaheksan           | kaheksāᴢ                                  |
| 9            | üheksän            | üheksǟᴢ                                   |
| 10           | kümmenän           | kümmenǟᴢ                                  |
| 11           | ükstoist(kümmenᴅ)  | ükstoistkümmenǟᴢ                          |
| 12           | kakstoist(kümmenᴅ) | kakstoistkümmenǟᴢ                         |
| 20           | kakskümmenᴅ        | kakskümmenǟᴢ                              |
| 30           | koltkümmenᴅ        | koltküminenǟᴢ                             |
| 36           | koltkümmenᴅ kūᴢ    | koltkümmenᴅ kūv̆vēᴢ / koltküminenǟᴢ kūv̆vēᴢ |
| 65           | kūskümmenᴅ vīᴢ     |                                           |
| 100          | saᴅa               |                                           |
| 101          | saᴅa üks           |                                           |

#### Местоимение
Выделяют следующие разряды местоимений: личные, возвратные, указательные, вопросительно-относительные, неопределённые.
Склонение личных местоимений:
| Падеж              | «Я»      | «Ты»     | «Он»    | «Мы»   | «Вы»   | «Они»  |
| ------------------ | -------- | -------- | ------- | ------ | ------ | ------ |
| именительный падеж | miä      | siä      | hǟ(n)   | mȫ     | tȫ     | hȫ     |
| родительный падеж  | miun     | siun     | hänen   | meijen | teijen | heijen |
| партитив           | minnua   | sinnua   | hänᴅ    | meiᴅä  | teiᴅä  | heiᴅä  |
| винительный падеж  |          |          |         | meijeᴅ | teijeᴅ | heijeᴅ |
| иллатив            | miuhe    | siuhe    | hännē   | meihe  | teihe  | heihe  |
| инессив            | miuᴢ     | siuᴢ     | häneᴢ   | meiᴢ   | teiᴢ   | heiᴢ   |
| элатив             | miust    | siust    | hänest  | meist  | teist  | heist  |
| аллатив            | miul(l)e | siul(l)e | hänelle | meile  | teile  | heile  |
| адессив            | miul     | siul     | hänel   | meil   | teil   | heil   |
| аблатив            | miulᴅ    | siulᴅ    | hänelᴅ  | meilᴅ  | teilᴅ  | heilᴅ  |
| эссив              | minnūn   | sinnūn   | hännēn  | mein   | tein   | hein   |
| абессив            | miuᴅa    | siuᴅa    | häneᴅä  | meiᴅä  | teiᴅä  | heiᴅä  |

Указательные местоимения делятся на три степени удаления от говорящего: tämä / tǟ «(вот) этот» — tō «тот» — se «этот (вообще)».

#### Глагол
Глагол обладает следующими грамматическими категориями: число, наклонение, лицо, время.
Выделяется четыре глагольных времени: настояще-будущее, имперфект, перфект и плюсквамперфект.
Глаголы делятся на три типа спряжения: одноосновные (основа всегда на гласный), двухосновные (в ряде форм выступает основа на согласный) и сократившиеся (двухосновные, у которых выпал согласный, стоявший в начале последнего слога основы).
Спряжение глаголов в настоящем времени на примере слов kut̆toa «ткать», ommella «шить» и lǟᴅä «говорить»:
|                     | kut̆toa              | kut̆toa              | ommella             | ommella             | lǟᴅä                | lǟᴅä       |
| положительная форма | отрицательная форма | положительная форма | отрицательная форма | положительная форма | отрицательная форма |            |
| ------------------- | ------------------- | ------------------- | ------------------- | ------------------- | ------------------- | ---------- |
| 1 лицо ед. ч.       | kuon                | en kuo              | ompēlen             | en ompēle           | läk̆kǟn              | en läk̆kǟ   |
| 2 лицо ед. ч.       | kuoᴅ                | eᴅ kuo              | ompēleᴅ             | eᴅ ompēle           | läk̆kǟᴅ              | eᴅ läk̆kǟ   |
| 3 лицо ед. ч.       | kut̆tō               | ei kuo              | omʙelō              | ei ompēle           | läɢäjǟ              | ei läk̆kǟ   |
| 1 лицо мн. ч.       | kuomma              | emmä kuo            | omʙelemma           | emmä ompēle         | läk̆kǟmmä            | emmä läk̆kǟ |
| 2 лицо мн. ч.       | kuotta              | että kuo            | omʙeletta           | että ompēle         | läk̆kǟttä            | että läk̆kǟ |
| 3 лицо мн. ч.       | kut̆tōᴅ              | eväᴅ kuo            | omʙelōᴅ             | eväᴅ ompēle         | läɢäjǟᴅ             | eväᴅ läk̆kǟ |

Спряжение глаголов в имперфекте:
|                     | kut̆toa              | kut̆toa              | ommella             | ommella             | lǟᴅä                | lǟᴅä       |
| положительная форма | отрицательная форма | положительная форма | отрицательная форма | положительная форма | отрицательная форма |            |
| ------------------- | ------------------- | ------------------- | ------------------- | ------------------- | ------------------- | ---------- |
| 1 лицо ед. ч.       | kuoin               | en kut̆tōnᴅ          | ompēlin             | en ommelᴅ           | läk̆käiᴢin           | en lǟnᴅ    |
| 2 лицо ед. ч.       | kuoiᴅ               | eᴅ kut̆tōnᴅ          | ompēliᴅ             | eᴅ ommelᴅ           | läk̆käist            | eᴅ lǟnᴅ    |
| 3 лицо ед. ч.       | kuᴅoi               | ei kut̆tōnᴅ          | ompēli              | ei ommelᴅ           | läk̆käiᴢ             | ei lǟnᴅ    |
| 1 лицо мн. ч.       | kuoimma             | emmä kut̆tōnēᴅ       | omʙelimma           | emmä ommelēᴅ        | läɢä(i)ᴢimmä        | emmä lǟnēᴅ |
| 2 лицо мн. ч.       | kuoitta             | että kut̆tōnēᴅ       | omʙelitta           | että ommelēᴅ        | läɢä(i)ᴢittä        | että lǟnēᴅ |
| 3 лицо мн. ч.       | kut̆toiᴅ             | eväᴅ kut̆tōnēᴅ       | omʙelīᴅ             | eväᴅ ommelēᴅ        | läɢä(i)ᴢīᴅ          | eväᴅ lǟnēᴅ |

Перфект и плюсквамперфект состоят из форм olla «быть» в настоящем времени (для перфекта) и имперфекте (для плюсквамперфекта) и причастия прошедшего времени смыслового глагола.
Наклонений в ижорском языке четыре: изъявительное, повелительное, условное (кондиционал) и сослагательное (потенциал, в настоящее время встречается только в фольклоре).
Спряжение глаголов в повелительном наклонении:
|               | kut̆toa    | ommella    | lǟᴅä     |
| ------------- | --------- | ---------- | -------- |
| 2 лицо ед. ч. | kuo       | ompēle     | läk̆kǟ    |
| 3 лицо ед. ч. | kuᴅoɢā    | ommelɢā    | lǟtkǟ    |
| 2 лицо мн. ч. | kuᴅoɢā    | ommelɢā    | lǟtkǟ    |
| 3 лицо мн. ч. | kuᴅoɢasse | ommelɢasse | lǟtkasse |

Маркером условного наклонения является суффикс -iZi- (-iZ- во 2-м и 3-м лицах единственного числа). У сократившихся глаголов присоединяется к основе с суффиксом -ja-/-jä-.
Спряжение глаголов в условном наклонении:
|               | kut̆toa     | ommella     | lǟᴅä         |
| ------------- | ---------- | ----------- | ------------ |
| 1 лицо ед. ч. | kut̆toiᴢin  | omʙeliᴢin   | läɢäjäiᴢin   |
| 2 лицо ед. ч. | kut̆toist   | omʙelīst    | läɢäjäist    |
| 3 лицо ед. ч. | kut̆toiᴢ    | omʙelīᴢ     | läɢäjäiᴢ     |
| 1 лицо мн. ч. | kuᴅoiᴢimma | omʙeliᴢimma | läɢäjäiᴢimmä |
| 2 лицо мн. ч. | kuᴅoiᴢitta | omʙeliᴢitta | läɢäjäiᴢittä |
| 3 лицо мн. ч. | kuᴅoiᴢīᴅ   | omʙelissīᴅ  | läɢäjäisīᴅ   |

Маркером условного наклонения является суффикс -ne- (-no-/-nö- в третьем лице). У двухосновных глаголов этот суффикс присоединяется к согласной основе, что сопровождается ассимиляциями tn > nn, ln > ll, rn > rr, sn > ss.
Спряжение глаголов в сослагательном наклонении:
|               | kut̆toa    | lǟᴅä     |
| ------------- | --------- | -------- |
| 1 лицо ед. ч. | kut̆tōnen  | lǟnnen   |
| 2 лицо ед. ч. | kut̆tōneᴅ  | lǟnneᴅ   |
| 3 лицо ед. ч. | kuᴅonō    | lǟnnȫ    |
| 1 лицо мн. ч. | kuᴅonemma | lǟnnemmä |
| 2 лицо мн. ч. | kuᴅonetta | lǟnnettä |
| 3 лицо мн. ч. | kuᴅonōᴅ   | lǟnnȫᴅ   |

Существуют особые неопределённо-личные формы глагола, например, kuoᴅā «ткут», kuottī «ткали», kuottaiᴢ «ткали бы».

#### Наречия
По семантике ижорские наречия делятся на наречия места (ettǟl «далеко»), времени (silloin «тогда»), образа действия (eriksē «отдельно»), количества и меры (aivoin «очень», paljo «много»), причины (miks «почему»).
Продуктивными суффиксами наречий являются -nne (tänne «сюда», sinne «туда»), -tse (maitse «по земле», meritse «по морю»), -oin/-öin (harvoin «редко»), -kkali/-kkäli (mik̆kǟli «поскольку, насколько»), -ttē (pōlittē «пополам»), -ᴅuksē/-ᴅukkē/-ᴅükkē (jäleᴅükkē «один за другим»), -zin (jalkaᴢin «пешком»), -kkaiᴢin/-kkäiᴢin (rinnakkaiᴢin «друг возле друга»), -ᴢ (uloᴢ «вон, наружу») и -st (hüvǟst «хорошо»). Кроме того, в наречной функции употребляются застывшие падежные формы существительных (в иллативе, аблативе, аллативе, адессиве, транслативе, эссиве).
Форма сравнительной степени у наречий образуется при помощи суффикса -mmin (paremmin «лучше», kovemmin «крепче»). Форма превосходной степени образуется аналогично прилагательным, при помощи слов kaikkīn / kaiɢist / kaikkia.

#### Предлоги и послелоги
В ижорском языке имеются как предлоги, так и послелоги. Послелоги чаще всего употребляются с генитивом и партитивом, реже — с иллативом.

#### Союзы
По синтаксической функции союзы делятся на сочинительные (ja «и», i «и», dai «и», a «но», no «но», tali «или», ili «или») и подчинительные (joᴅ «что», sto «что», ku «когда, если», kui(n) «как»).

#### Словообразование
Словообразование осуществляется при помощи суффиксации или путём словосложения: kevätvehnä «яровая пшеница» (kevät «весна», vehnä «пшеница»). Используется и морфолого-синтаксический способ в виде субстантивации прилагательных или наоборот: слово valkkea, кроме основных значений «белый, светлый», означает также «огонь» и «молния».

### Синтаксис
Порядок слов свободный, базовым является порядок SVO. Определение предшествует определяемому слову.
| ämmä                          |  | lüps-ǟ        |  | lǟvä-s        |  | lehmǟ           |  |
| бабушка: Nom.Sg               |  | доить-Prs.3Sg |  | хлев-Iness.Sg |  | корова: Part.Sg |  |
| «Бабушка доит в хлеву корову» |  |               |  |               |  |                 |  |

### Лексика
По происхождению исконная лексика ижорского языка включает в себя общефинно-угорский (ellä(k) «жить», joki «река», silmä «глаз») и прибалтийско-финский пласты (korva «ухо», jänis «заяц», künttǟ(k) «пахать»). Есть ряд слов, общих только для ижорского, восточных диалектов финского, карельского и вепсского языков (rahi «скамейка», lēkuttā «качаться», vāpukka «малина»).
Присутствует большое количество русских заимствований: plūɢa «плуг», prokkōna «прогон, пастбище», vȫglä «свёкла», karassi «керосин», muila «мыло», plāᴅja «платье», poᴅuska «подушка», polavikko «половик», saraffona «сарафан», stokkāna «стакан», sūᴅja «судья», pešsēᴅa «беседа», kuľľaittā «гулять, праздновать», stārosta «староста».
Имеется древний пласт славянизмов, общих для ижорского, восточных диалектов финского, карельского и вепсского языков: lässīvä «больной», läšīä «болеть», kōmina «гумно», lǟvä «хлев», lāvitsa «лавка (в доме)», kōma «кум», kassa «коса (волосы)», kāᴅjaᴅ «штаны», sīvotta «скот», palttina «холст».
Возможно, из финского языка были заимствованы слова süän «сердце», sauna «сауна», raskas «тяжёлый», известные сойкинскому и хэваскому диалектам, но отсутствующие в оредежском, где вместо них употреблялись h̛engi, küľi и tük̛jä.

## История изучения
Первой монографией об ижорском языке была изданная в 1885 году книга финского учёного В. Поркка «Об ижорском диалекте» (нем. Über den ingrischen Dialekt mit Berücksichtigung der übrigen finnisch-ingermanländischen Dialekte). В 1925 году вышла книга Ю. Мягисте «Основные черты россонского диалекта» (эст. Rosona (Eesti Ingeri) murde pääjooned = нем. Die Haupzüge der Mundart von Rosona). В 60-х и 70-х годах публикуются сборники ижорской речи: так, в 1960 году образцы ижорских текстов (сойкинский и оредежский диалекты) с лингвистическим комментарием под заглавием «Примеры ижорского языка» (эст. Isuri keelenäiteid) были опубликованы П. Аристэ в V томе «Трудов института языка и литературы АН Эст. СССР». В 1971 году был издан «Словарь ижорских говоров» (фин. Inkeroismurteiden sanakirja) Р. Э. Нирви, базирующийся преимущественно на данных сойкинского диалекта. В 1970-х и 1980-х годах Х. Хаарман исследовал эволюцию ижорской лексики, влияние русского языка на ижорский, заимствования из русского, билингвизм ижоры. В 1997 году А. Лаанест, автор основных трудов по фонетике, морфологии и диалектологии ижорского, опубликовал «Словарь хэваского диалекта ижорского языка» (эст. Isuri keele Hevaha murde sõnastik).

## Образцы текстов
Образец одной из ижорских рун, входящих в сюжет «Каукомойнен» («Kaukomoinen»): на пиру начинается ссора из-за пива, разлитого на одежду героя, далее конфликт разворачивается за пределами дома:
| По-ижорски (графикой фин. литер. яз.) | Перевод |
| --- | --- |
| Käy̛ään pois ulos tarelle, Tanhuvalle tappeloon! Täs on ahas airakkoja, Miespelis mellakoja; Käyään ulos tarelle, Siel on väljä vääntelessä. | Выйдем-ка давай на волю, На дворе борьбу затеем, Тесно здесь мужам возиться, Затевать мужские игры, Выйдем-ка давай на волю — Там простор вести сраженье |

Из руны «Сватовство в Туони» («Tuonelta kosinta»). Сын Солнца, желающий взять в жены дочь Туони — хозяина мира мёртвых Маналы, должен выполнить ряд заданий, к примеру:
| По-ижорски (графикой фин. литер. яз.)                                                                                   | Перевод |
| --- | --- |
| Ku juokset verrisen verssan, Niegloin nenniä myöte, Kassurin kassooja myöte, Veitsien terriiä myöte, Siis annan aineen. | Когда пробежишь версту крови, По остриям иголок, По лезвиям секир, По стали ножей, Тогда я отдам свою единственную. |